# Valle Verde, Querétaro Arteaga
Valle Verde är en ort i Mexiko.   Den ligger i kommunen Jalpan de Serra och delstaten Querétaro Arteaga, i den centrala delen av landet, 230 km norr om huvudstaden Mexico City. Valle Verde ligger 1 100 meter över havet och antalet invånare är 596.
Terrängen runt Valle Verde är kuperad norrut, men söderut är den bergig. Runt Valle Verde är det ganska tätbefolkat, med 90 invånare per kvadratkilometer. Närmaste större samhälle är Tamcuime, 19,3 km nordost om Valle Verde. I omgivningarna runt Valle Verde växer i huvudsak städsegrön lövskog.